# Мартон Фюльоп
Мартон Фюльоп (на унгарски: Fülöp Márton) е роден през 1983. Юноша е на МТК (Будапеща). На 2 януари 2007 г. преминава в Съндърланд за 500 хиляди евро, през лятото на 2010 г. преминава в Ипсуич Таун. Прекарал е два периода под наем във ФК Честърфийлд и ФК Ковънтри Сити. Той е и младежки национал на Унгария.